# Predátorské publikování
Predátorské publikování je neprofesionální obchodní praktika založená na zneužívání modelu „author-pays“ v otevřeném přístupu publikování (autor platí za otevřený přístup ke svému textu). Problém predátorského publikování se dotýká publikování článků v časopisech, kapitol v knihách nebo prezentování na konferencích. K roku 2022 by mohla být třetina ze 100 nejvyšších vydavatelů považována za predatorské.

## Predátorské časopisy
Predátorské neboli podvodné časopisy jsou vlastněny komerčními subjekty, které se vydávají za relevantního poskytovatele služeb ve vědecké komunitě. Časopisy ovšem nesplňují etické standardy v této oblasti a jejich obsah je nekvalitní. Tyto publikace neprocházejí žádným recenzním řízením nebo procházejí fiktivním recenzním řízením, a nemají tedy odbornou kvalitu – fakta v nich nejsou nijak ověřena. V odborné komunitě jsou tyto zdroje nedůvěryhodné. Jedná se o vydavatele, kteří zneužívají principu otevřeného přístupu k vlastnímu zisku, jehož zdrojem jsou autoři publikovaných článků. Samotný pojem predátorský časopis vznikl v roce 2010. Časopisy tak nazval na svém blogu Jeffrey Beall, který chtěl upozornit veřejnost na neetické chování vydavatelů těchto časopisů a autorů, kteří v nich publikují. 

### Vznik predátorských časopisů
Otevřený přístup, tedy zpřístupnění vědeckého publikování všem pod podmínkou, že za publikování článku platí vydavateli sám autor, se ve vědecké komunitě stává stále populárnějším. Spolu s ním se vedle kvalitních vědeckých časopisů našli i vydavatelé, kteří tohoto principu zneužili. Zajisté se objevili i autoři, kteří se k podvodným vydavatelům přidali. Členové vědecké obce mají povinnost publikovat svoji činnost za určité období a pokud si za svoji publikaci zaplatí, tak vždy najdou vydavatele, který jim vědecký článek okamžitě publikuje i bez řádného recenzního řízení, kontroly a schválení. 
V roce 2008 vydavatel časopisu s otevřeným přístupem Gunther Eysenbach upozornil na to, co nazval „černou ovcí mezi vydavateli a časopisy s otevřeným přístupem“ a ve svých blozích upozornil na vydavatele a časopisy, kteří se uchýlili k nadměrnému spamu, aby přilákali autory. V červenci 2008 série rozhovorů Richarda Poyndera upozornila na praktiky nových vydavatelů, kteří byli tzv. „lépe schopni využít příležitosti nového prostředí“. V roce 2009 se objevovaly další pochybnosti o poctivosti časopisů s otevřeným přístupem včetně informací o podvodech. Obavy z těchto podvodných praktik přiměly přední vydavatele založit sdružení Open Access Scholarly Publishers Association. 
Označení predátorský vydavatel představil v roce 2010 americký knihovník Jeffrey Beall z University of Colorado, když na svém blogu publikoval seznam predátorských vydavatelů a popsal jejich praktiky. V roce 2017 Jeffrey Beall blog ukončil.

### Jak odhalit predátorské časopisy
Prvním krokem, jak zjistit, zda je časopis podvodný, nebo není, by mělo být ověření pravdivosti informací o členech redakční rady, zda existují a jaká je jejich publikační činnost. Druhým krokem by měla být kontrola dostupných informací o recenzních řízeních a požadavcích na autora. Dále je možnost získat informace z následujících znaků.

### Znaky predátorských časopisů
- Nesplňují základní pravidla nastavená Open Access Scholarly Publishers Association.
- Někdy jsou v konfliktu s pravidly od Committee on Publication Ethic (COPE) – nedodržují tedy zavedené standardy vědecké komunikace a etiky.
- Jejich obsah neprochází žádným recenzním řízením nebo prochází fiktivním recenzním řízením.
- Uvádějí lživé informace o svých službách vědecké obci.
- Uvádějí lživé informace o indexaci ve významných databázích.
- Platební podmínky jsou nejasné.
- Způsob oslovování vědců je agresivní (nevyžádané emaily – spam).
- Cílí na mladé a nezkušené vědce.
- Publikování bez kontroly.
- Slibují nereálně rychlé publikování.
- Vypisují akademiky jako členy redakčních rad bez jejich svolení a neumožní akademikům z redakčních rad odstoupit.
- Uvádějí v redakční radě fiktivní akademiky.
- Napodobují název nebo styl webových stránek zavedenějších časopisů.
- Uvádějí zavádějící tvrzení o provozu vydavatelství, jako je falešné umístění.
- Používají nesprávně ISSN.
- Používají falešné nebo neexistující citační metriky.[5][4]

## Kauzy v Česku
Jednou z nejznámějších tuzemských kauz je případ Alice Němcové Tejkalové, která je od února 2018 děkankou Fakulty sociálních věd Univerzity Karlovy. Docentka PhDr. Alice Němcová Tejkalová, Ph.D., je spoluautorkou textů v časopisech, jež byly na tzv. Beallově seznamu, který je považován za černou listinu odhalených podvodných vědeckých časopisů. K odhalení této skutečnosti došlo v roce 2016, když se proti jejímu zvolení na post děkana fakulty postavilo několik pedagogů téže fakulty, několik akademiků AV ČR a představitelů zahraničních univerzit. Alice Němcová Tejkalová na svou obhajobu prohlásila, že v časopisech publikovala nevědomě.
Roku 2024 byl Pavel Tuleja nominován na ministra pro vědu a výzkum České republiky, ale pro své publikace v predátorských časopisech svou kandidaturu stáhl.

## Iniciativy proti predátorskému publikování

### Think. Check. Submit.
„Think. Check. Submit.“ je globální kampaň, jejímž smyslem je pomoci výzkumníkům identifikovat důvěryhodná periodika a vydavatele, se kterými publikovat. Skrze různorodé nástroje a praktické prostředky míří ke vzdělávání výzkumníků, podpoře integrity a budování důvěry ve věrohodný výzkum a publikování.
 
Tříkrokový program nabádá výzkumníky ke kritickému přemýšlení o tom, zda se chystají předložit svůj výzkum důvěryhodnému periodiku, prověření periodika podle daných kritérií a až poté u daného vydavatele publikovat.

Stránky iniciativy jsou aktuálně přístupné ve 41 jazykových verzích.

### Vimkdepublikuji.cz
Stránka „Vím, kde publikuji“ je volným českým překladem webových stránek iniciativy „Think.Check.Submit.“ Vznikla ve spolupráci Ústřední knihovny VUT v Brně a Iniciativy otevřeného přístupu AKVŠ ČR v rámci propagační akce „Open Access Week 2016“. Stránka nabízí postup a prověřovací otázky, na které by si měl každý publikující vědec odpovědět dříve, než se rozhodne časopisu důvěřovat. Rozhodování se děje pomocí tří kroků: Přemýšlím–Prověřím–Publikuji.

Přemýšlím: Je časopis, v němž se chystám publikovat, důvěryhodný? A je právě tento časopis pro mě relevantní?

Prověřím: Ve druhému kroku je třeba odpovědět na několik otázek: 
- Znám časopis, pro který jsem se rozhodl, znají ho moji kolegové?
- Lze jednoduše identifikovat a kontaktovat vydavatele?
- Je jasně určeno, jaký typ recenzního řízení časopis užívá?
- Je časopis indexován službami nebo databázemi, které běžné používám a znám?
- Je na webových stránkách jasně uvedeno, kolik stojí publikování v daném časopise?
- Znám členy redakční rady?
- Je vydavatel členem některé ze známých iniciativ? (Committee on Publication Ethics (COPE), Open Access Scholarly Publishers’ Association (OASPA), Directory of Open Access Journals (DOAJ), …)[9]

Publikuji: Pokud lze na většinu otázek odpovědět kladně, mělo by se jednat o skutečný vědecký časopis a je bezpečné v něm publikovat. V druhé řadě je důležité, zda časopis přinese výzkumníkovi to, co od publikování své práce očekává. Bude indexován? Zlepší mu publikace v tomto časopie reputaci a prestiž? Je spokojen s tím, že jeho práce a jméno bude spojováno s tímto časopisem? …

### Beallův seznam
Beallův seznam byla pomůcka v oblasti predátorského publikování. Vytvořil ji americký knihovník Jeffrey Beall a zveřejnil ji na svém blogu Scholarly Open Access. Seznam uváděl vydavatele (a časopisy), kteří měli potenciál být predátorští. Jednalo se o ty v oblasti otevřeného publikování, kteří neprováděli peer review v řádné formě. Publikován byl jakýkoliv článek, za který byl autor ochoten zaplatit poplatek za publikování. Beall začal seznam tvořit v roce 2008 z osobního zájmu, přičemž v roce 2016 seznam obsahoval téměř tisíc vydavatelů.
Beall svůj blog se seznamem deaktivoval v lednu 2017. Údajně k tomu byl donucen výhrůžkami. Beallův seznam obklopovala kontroverze, protože se na něm potenciálně mohli objevit i vydavatelé, kteří nejsou predátorští, a být tak poškozeni. Toto doprovázely i žaloby od vydavatelů zmíněných na seznamu nebo oficiální stížnosti na Beallova zaměstnavatele University of Colorado.
Část vědecké komunity označila zrušení Beallova seznamu za tragédii. Na internetu však stále existuje archivovaná verze seznamu, kterou anonymní správce nadále doplňuje o potenciální predátorské vydavatele.

### Ulrichsweb
Ulrichsweb je elektronický zdroj, který poskytuje podrobné informace o periodikách z celého světa. Databáze uvádí například: název, vydavatel, země vydání, periodicita, datum zahájení publikování, ISSN tištěné verze, ISSN elektronické verze (pokud existuje), jazyk, cena předplatného, status (aktivní, zrušený, chystaný). Podle všech polí lze vyhledávat. Díky této databázi a dostupným informacím je možné dohledat pravý vědecký časopis, případně odhalit podvodný.